# نیدرزتوتسنگن
شهر نیدرزتوتسنگن (به آلمانی: Niederstotzingen) در ایالت بادن-وورتمبرگ در کشور آلمان واقع شده‌است.